# Carl-Gustaf Boström
Carl-Gustaf Boström, född 22 december 1876 i Sölvesborg, död 2 mars 1956 i Stockholm, var en svensk ögonläkare.
Boström blev medicine licentiat 1906, blev marinläkarestipendiat 1902 och förste marinläkare 1921. Han blev amanuens vid Serafimerlasarettets ögonavdelning 1906–1907, praktiserande ögonläkare i Stockholm från 1908. Boström var även Kungliga järnvägsstyrelsens oftalmiatriske expert från 1917, och pensionsstyrelsens expert från 1924, och var även sakkunnigt biträde åt ett flertal kommittéer.
Boström skrev ett flertal uppsatser om färgsinnet och om oftalmiatriska undersökningar på flottans personal. Han var bror till violinpedagogen Gerd Boström och svåger till författaren Bertil Malmberg. Carl-Gustaf Boström var gift med Elsa Malmberg (1885–1969). Makarna är begravda på Norra begravningsplatsen utanför Stockholm.